# Fournier RF-47
Pour les articles homonymes, voir Fournier.
Le Fournier RF-47 est un avion biplace à aile basse conçu pour la formation au pilotage.
La Fédération française aéronautique ayant établi que 1600 avions d’école volant en France devraient être remplacés avant la fin des années 1990, André Daout, qui venait de rentrer à Tours après avoir vendu une entreprise de travail aérien en Afrique, créa Arc Atlantic Aviation, engagea René Fournier comme consultant et la conception du RF-47 débuta. La désignation RF-47 signifiait que le nouvel appareil devait comporter des caractéristiques des RF-4 et RF-7, même s’il s’inspirait largement du  RF-6. Le prototype a pris l’air en 1995, un appareil de présérie suivit en 1997 et une série fut lancée en 1999 chez Euravial. Cette entreprise fut déclarée en faillite quelques mois plus tard, trois ou quatre appareils étant stockés à Épinal au moment de la liquidation. 